# ICD-10 BMSG 2001
Die ICD-10 BMSG 2001 ist die österreichische Version der ICD-10, der vom DIMDI erstellten deutschsprachigen Übersetzung der International Statistical Classification of Diseases and Related Health Problems (10th Revision) der WHO in der Version 1.3. Sie wurde in Papierform im Jahr 2001 vom österreichischen Bundesministerium für soziale Sicherheit und Generationen, dem damals für Gesundheit zuständigen Bundesministerium, herausgegeben. Im Jahr 2006 ist das Bundesministerium für Gesundheit und Frauen zuständig für die jährlich im Rahmen des LKF-Systems erscheinende elektronische Version. Die ICD-10 BMSG 2001 ist die gesetzlich vorgeschriebene Dokumentationsgrundlage für die elektronisch dokumentierten Entlassungsdiagnosen bei stationären Aufenthalten von Patienten.
Im Wesentlichen liegen die Unterschiede der ICD-10-WHO-Version 1.3 zur ICD-10 BMSG 2001 im Kapitel XX, das komplett durch das Kapitel XXa (mit 22 U-Diagnosen, von denen 11 zur Codierung vorgesehen sind) ersetzt wurde. Weiterhin wurden die Diagnosen Z55 bis Z65 (Personen mit potentiellen Gesundheitsrisiken aufgrund sozioökonomischer oder psychosozialer Umstände) gestrichen. Außerdem wurden die Kennzeichen ! (Rufzeichen, für nicht als Hauptdiagnose zugelassene Codes in der stationären Dokumentation) sowie # (Rautezeichen, für nicht an das BMGF zu übermittelnde Codes in der stationären Dokumentation) eingeführt. Des Weiteren wurden bei Dreistellern, die eine vierte Stelle aufweisen, diese Dreisteller mit .- (z. B. A00.- Cholera) gekennzeichnet.
Die Druckversion der ICD-10 BMSG 2001 liegt als PDF-Fassung frei über das Internet verfügbar vor. Zur ICD-10 BMSG 2001 wurde auch eine Beilage veröffentlicht, in der noch einige Korrekturen gemacht bzw. Codierhinweise gegeben wurden (z. B. B96.0-B96.8 mit Rufzeichenkennzeichnung, Aufhebung der Rautenkennzeichnung bei Z39.0 und Z43.3). 22 Codes wurden als Fünfsteller zur Dokumentation auf neonatologischen/pädiatrischen Intensiveinheiten in dieser Beilage eingeführt.
In der ICD-10-Datenbankversion des LKF2006 sind über 14.000 Einträge enthalten. Von diesen sind ca. 1.400 Dreisteller mit „.-“ (Punkt-Strich) Codes, die selbst nicht zu codieren sind, sondern die das Vorhandensein codierbarer Viersteller oder Fünfsteller anzeigen. Ein Viersteller wäre z. B. M00.0 Arthritis und Polyarthritis durch Staphylokokken. Ca. 4.000 Codes sind Fünfsteller, die oft eine Lokalisation des Vierstellers codieren (z. B. M00.01 Arthritis und Polyarthritis durch Staphylokokken – Schulterregion). Über 250 Dreisteller haben keine weitere Unterteilung. Knapp 400 Codes sind mit Rauten-Kennzeichen (#) versehen und zur Codierung nur krankenanstaltenintern zugelassen.
Weiterhin existiert auch in der Datenbankversion ein Diagnosenthesaurus sowie eine weit über die Druckversion hinausgehende Tabelle (STERNKR) zur ausführlichen Beschreibung der verpflichtend bei *-Sterndiagnosen zu codierenden +-Kreuzdiagnosen. In der so genannten DIAGLIST befinden sich unter anderem Plausibilitätsbereiche zu Diagnosen hinsichtlich Alter und Geschlecht.